# Rózsaszínhasú zöldgalamb
A rózsaszínhasú zöldgalamb (Treron vernans) a madarak osztályának galambalakúak (Columbiformes) rendjébe és a galambfélék (Columbidae) családjába tartozó faj.

## Rendszerezése
A fajt Carl von Linné svéd természettudós írta le 1771-ben, a Columba nembe Columba vernans néven.

## Előfordulása
Kambodzsa, Indonézia, Malajzia, Mianmar, a Fülöp-szigetek, Szingapúr, Thaiföld és Vietnám területén honos. Természetes élőhelyei a szubtrópusi vagy trópusi mangroveerdők, síkvidéki és hegyi esőerdők, valamint ültetvények. Állandó, nem vonuló faj.

## Megjelenése
Testhossza 30 centiméter, testtömege 105-160 gramm.

## Természetvédelmi helyzete
Az elterjedési területe még rendkívül nagy, de gyorsan csökken, egyedszáma viszont stabil. A Természetvédelmi Világszövetség Vörös listáján nem fenyegetett fajként szerepel.